# Davidsohn
Der Titel Davidsohn gehört zu den bedeutendsten Hoheitstiteln Jesu im Neuen Testament der Bibel. Er geht auf die Natanprophezeiung in 2 Sam 7,13  zurück. Der Titel Davidsohn ist doppeldeutig, zum einen wird mit dem Prädikat Davidsohn die Abstammung Jesu, die sich aus der Abstammungsliste in Matthäus 1,1–17  und Lukas 3,23–28  ergibt, deutlich, zum anderen zeigt er die Hoffnung der Menschen, die auf einen Befreier bzw. Erlöser hoffen.
Die Person König David des Tanach ist in diesem Titel idealisiert worden. David soll die zwölf Stämme Israels geeint und ein Großreich geschaffen haben. Des Weiteren soll er auch einen Beamtenapparat für die Verwaltung und ein stehendes Heer eingerichtet haben sowie den Bau des Tempels für die Bundeslade vorbereitet. Die Menschen des Neuen Testaments erwarteten von Jesus, dass er sie von der römischen Besatzungsmacht befreite und einen starken israelischen Staat mit einem echten König errichtete (Herodes wurde als „König von Roms Gnaden“ verachtet).

## Hintergrund
Jüdische Texte aus der Zeit vor und nach Christi Geburt berichten von der Erwartung, dass der Messias aus dem Hause Davids kommen wird. Wenn im Neuen Testament Jesus als Sohn Davids bezeichnet wird, so liegt dem nicht nur eine genealogische Angabe (Stammbaum Jesu), sondern vielmehr eine Hoffnung, die ihre Erfüllung gefunden hat, zugrunde.

## Namensträger
- Georg Davidsohn (1872–1942), deutscher Politiker der SPD und Journalist
- George Davidsohn (1835–1897), deutscher Journalist
- Hans Davidsohn (1887–1942), deutscher Lyriker, siehe Jakob van Hoddis
- Ilse Davidsohn (1906–1970), deutsche Schauspielerin
- Magnus Davidsohn (1877–1958), deutscher Chasan
- Robert Davidsohn (1853–1937), deutscher Historiker